# Сереброевропий
Сереброевропий — бинарное неорганическое соединение, интерметаллид
серебра и европия
с формулой EuAg,
кристаллы.

## Получение
- Сплавление стехиометрических количеств чистых веществ:

{\displaystyle {\mathsf {Ag+Eu\ {\xrightarrow {673^{o}C}}\ AgEu}}}

## Физические свойства
Сереброевропий образует кристаллы
ромбической сингонии, пространственная группа P nma, параметры ячейки a = 0,8037 нм, b = 0,4764 нм, c = 0,6259 нм, Z = 4,
структура типа борида железа
.
Соединение конгруэнтно плавится при температуре выше 673 °C.